# ايمانويل غارسيا (لاعب كرة قاعدة)
ايمانويل غارسيا هو لاعب كرة قاعدة كندي، ولد في 4 مارس 1986 في مونتريال في كندا.

## وصلات خارجية
- ايمانويل غارسيا على موقع أوليمبيديا (الإنجليزية)